# Веркіївська сотня
Веркіївська сотня, утворилася у 1654 р. при реформуванні Ніжинських сотень, з населених пунктів з яких і створена. За час існування (1654-1782 рр.) постійно перебувала в складі Ніжинського полку.

## Історія
Веркіївці брали активну участь у визвольній війні українського народу під проводом Богдана Хмельницького. За переказами, весною 1648 року козаки розбили у болотистій місцевості на схід від села польський урядовий загін. Урочище, де відбувався бій, і досі називається Ляхівкою. 1649 Веркіївка стала сотенним містечком Ніжинського полку.
За переписними книгами 1666 року в містечку налічувалося 152 двори козаків і селян, які займалися хліборобством та скотарством. У їх господарствах було 112 коней та 156 волів. Селяни відробляли щотижня по 2 дні на користь ніжинських полковників, доставляли їм продовольство до двору. З часом посполиті та козаки розорялися й продавали свої землі за безцінь. Так, у другій половині XVII ст. в містечку з'явилося 6 бобилів (безземельних селян).
Козаки підлягали сотенній адміністрації. Вони платили податки - гроші й продукти на утримання уряду сотника,хорунжого, осавули, платили збори з тютюнових ділянок і пасік, а також непрямі податки. Козаки відбували поштову службу, їх залучали до лагодження укріплень, шляхів, гребель, примушували виділяти підводи. Військова служба надовго відривала їх від свого господарства. Веркіївські сотники часто брали за звільнення козаків від походів хабарі - грішми й худобою. Ці факти використовувала московська влада для компрометації устрою Гетьманщини та заманювання українців до кріпацького стану.
З 1730-х рр. містечко Веркіївка користувалося печаткою з гербом: у картуші з пальмового листя - стилізована вуздечка, увінчана зубчастою короною; нижче - літери "У. В." ("уряд веркіївський"). Печатка місцевого сотенного правління 1770-х - початку 1780-х рр. має аналогічний герб, однак без абревіатури.

## Населенні пункти
До складу Веркіївської сотні входило близько 7-9 населених пунктів. Серед основних населених пунктів, за час існування сотні, є: села Берестовець, Британівка, Заньки, Іллінці, Кошелівка, Смолярі та містечко Вертіївка.

## Сотники
Сотниками були: Іван Косинський (Колібаба) (1654-1659, 1672); Самійло Панасович Зимницький (Мороз, Горбатий) (в тогочасних документах також відомий як Самуїл Афанасьєв) (1692-1709, 1725-нак.); Павло Панасович Зимницький (1720-нак.), Павло Самійлович Зимницький (1721-1732); Іван Адамович Адасовський (1733-1738); Іван Павлович Армашевський (Армашенко) (1739-1761); Сидір Іванович Армашевський (1761-1766, 1777-1781); Петро Петрович Зимницький (1762-нак.), Іван Виридарський (1770-1777).

## Ліквідована
Ліквідована у 1782 р., після скасування полково-сотенного устрою Лівобережжя, а територія включена до Чернігівського намісництва.